# Church Street (Pretoria)
Pour les articles homonymes, voir Church Street.

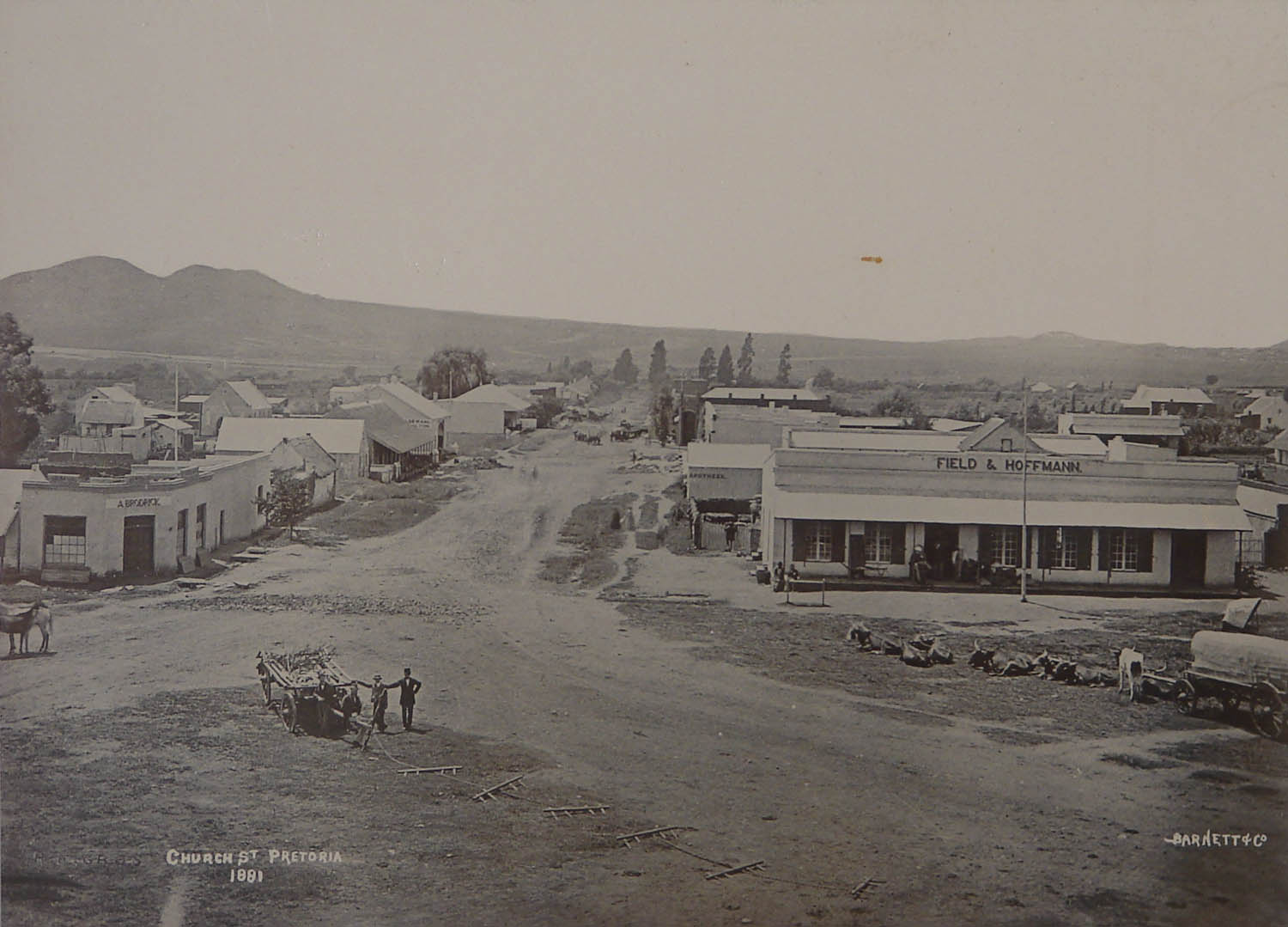
Church Street en 1881.

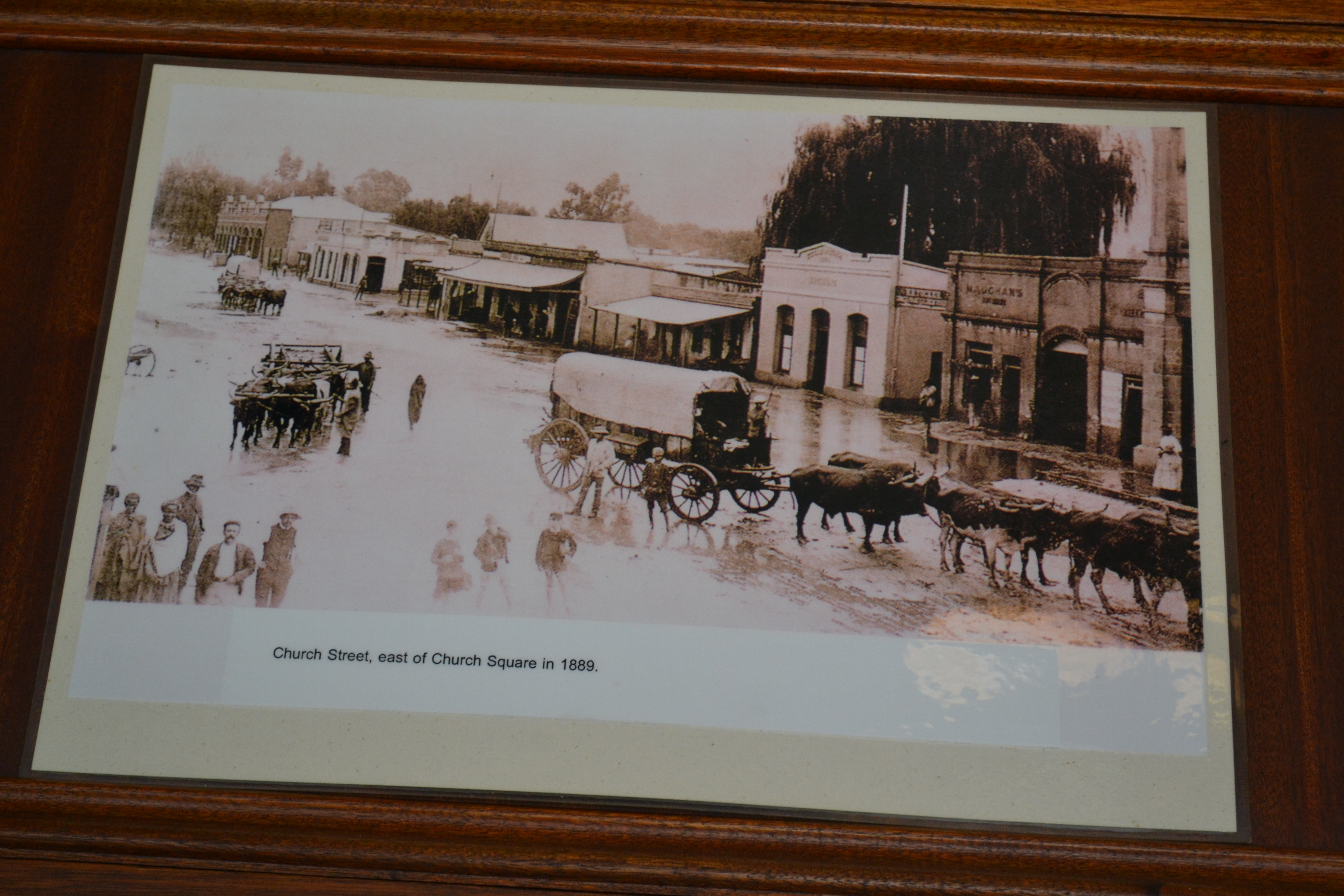
Church Street à l'est de Church Square à Pretoria en 1889.

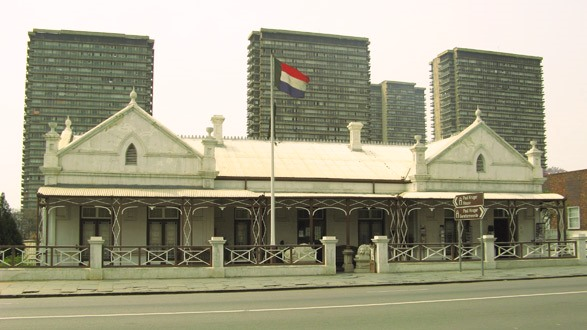
La maison de Paul Kruger sur Church Street.

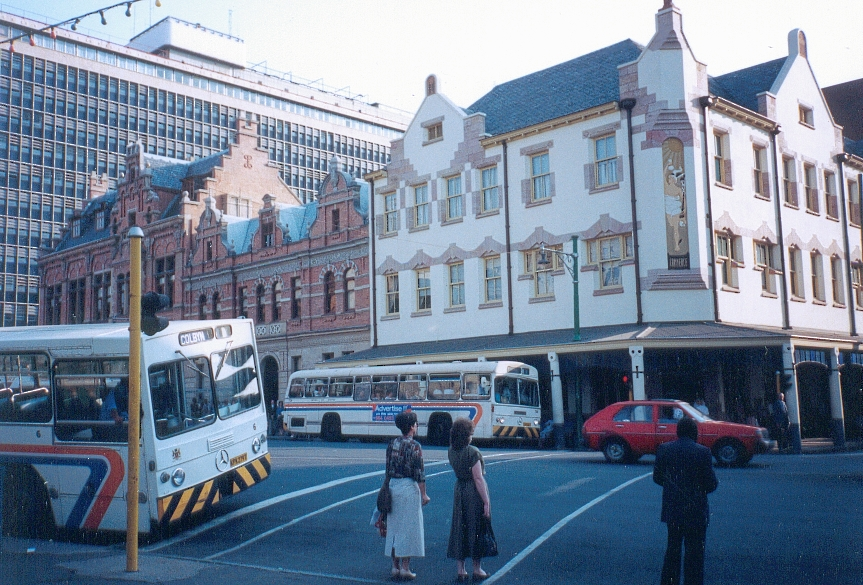
Church Square : le Café Riche à l'angle de Parliament Street et Church Street.

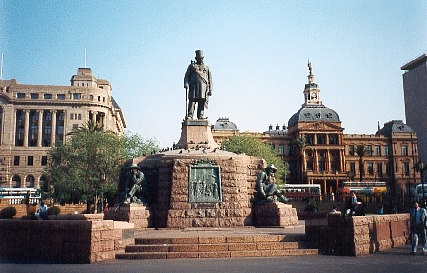
Le centre de Church Square.

Church Street (Kerkstraat en afrikaans ou « rue de l'église » en français) est le nom historique de l'axe principal de la ville de Pretoria en Afrique du Sud. Longue de 26 km, elle traverse la capitale sud-africaine d'est en ouest sur l'axe reliant Brits à Bronkhorstspruit. En mai 2012, elle est découpée en 4 sections portant 4 noms différents.

## Historique
Première rue de la ville de Pretoria, Church Street (alors seulement appelée Kerkstraat en néerlandais) a été tracée sur la route commerciale existant entre la baie de Delagoa et Potchefstroom. Church Street s'est principalement développée par la suite autour de l'église réformée, consacrée en 1857 sur la place du marché (Marktplein), cette dernière étant également traversée perpendiculairement par la rue du marché (Marktstraat). L'église allait servir comme point central de référence de la ville et Church Street devenir l'artère principale, dont la largeur permettrait en tout point à des convois de chariots à bœufs de faire demi-tour.
Church Square prit, à la fin du XIXe siècle, le nom de place de l'église (Kerkplein) tandis que la rue du marché (Marktstraat) prenait en 1938 le nom de Paul Kruger à l'occasion du centenaire du Grand Trek.
En mai 2012, Church Street et 26 autres rues de la ville de Pretoria sont débaptisées par décision du conseil municipal sur fonds d'intense polémique avec les représentants et associations représentatives de la communauté blanche, majoritaire dans la ville. Church Street est pour sa part découpée en quatre sections portant chacune un nom différent : 
- la section de Church Street située à l'est de Nelson Mandela Drive est rebaptisée Stanza Bopape Street[3]
- la section située entre Nelson Mandela Drive et Church Square est rebaptisée Helen Joseph Street[4]
- la section située entre Church Square et la R511 est rebaptisée WF Nkomo Street[5]
- la section située à l'ouest de la R511 est rebaptisée Elias Motswaledi Street[6]

## Principaux monuments
Church Street borde ou jouxte les 3 principaux monuments du centre-ville de Pretoria :
- les Union Buildings en amont du parc où se dresse la statue équestre de Louis Botha inaugurée en 1946
- la statue de Paul Kruger et le Raadsaal sur Church Square, à l'intersection avec Paul Kruger Street.
- le Kruger House Museum, la maison de Paul Kruger.

On y trouve aussi, dans le quartier de Pretoria West, le plus ancien cimetière boer de la ville où sont enterrés, au sein du carré des héros, les principales personnalités de l'histoire afrikaner.